# Costaconvexa fumipennis
Costaconvexa fumipennis är en fjärilsart som beskrevs av W. Warren 1906. Costaconvexa fumipennis ingår i släktet Costaconvexa och familjen mätare. Inga underarter finns listade i Catalogue of Life.